# Кардиця
Кардиця (грец. Καρδίτσα) — місто в Греції, у периферії Фессалія, столиця однойменного ному.

## Населення
| Рік  | Місто  |
| ---- | ------ |
| 1981 | 27,532 |
| 1991 | 30,067 |
| 2001 | 37,768 |

## Визначні місця
- Церква Життєдайного Джерела, (або Зоодоху-Пігіс)
- Митрополія Айа-Константіну (Собор Святого Костянтина);
- Парк Павсіліпос;
- Музей християнства;
- Монастир Моні-Коронас за 8 км на південний захід від міста;

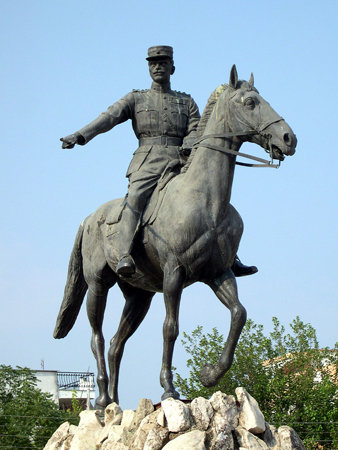
Пам'ятник Ніколаосу Пластірасу (1883-1953) в Кардиці

- цілющі джерела Кетса та Смоковос.